# Tournoi de tennis de Francfort
Le tournoi de Francfort est un tournoi de tennis masculin professionnel disputé à Francfort en Allemagne.
Les deux premières éditions ne font pas partie du calendrier de l'ATP. Elles sont jouées à la fin des années 1970 sur moquette en salle à la "Franfurt's Festhalle Indoor Arena" début décembre. Ce tournoi sur invitation se disputait entre 8 joueurs avec des 1/4, 1/2 et finale sur 3 jours.
En 1980, le tournoi entre au calendrier de l'ATP et adopte un format normal (32 joueurs en simple et 16 équipes en double). Il est organisé jusqu'en 1989.

## Palmarès

### Simple
| No | Date       | Nom et lieu du tournoi                | Catégorie      | Dotation       | Surface         | Vainqueur      | Finaliste        | Score                   |                |
| -- | ---------- | ------------------------------------- | -------------- | -------------- | --------------- | -------------- | ---------------- | ----------------------- | -------------- |
| 1  | 07-12-1978 | Francfort Cup Invitational, Francfort | Non-ATP        | NC $           | Moquette (int.) | Ilie Năstase   | Vitas Gerulaitis | 6-7, 6-3, 2-6, 6-1, 6-4 |                |
| 2  | 30-11-1979 | Francfort Cup Invitational, Francfort | Non-ATP        | 233 000 $      | Moquette (int.) | Björn Borg     | Jimmy Connors    | 6-3, 4-6, 6-3, 6-4      |                |
| 3  | 17-03-1980 | Indoor Championships, Francfort       |                | 175 000 $      | Moquette (int.) | Stan Smith     | Johan Kriek      | 2-6, 7-6, 6-2           |                |
| 4  | 30-03-1981 | Trevira Cup, Francfort                |                | 175 000 $      | Moquette (int.) | John McEnroe   | Tomáš Šmíd       | 6-2, 6-3                |                |
| 5  | 29-03-1982 | , Francfort                           |                | 250 000 $      | Moquette (int.) | Ivan Lendl     | Peter McNamara   | 6-2, 6-2                |                |
|    | 1983-1986  | Pas de tournoi                        | Pas de tournoi | Pas de tournoi | Pas de tournoi  | Pas de tournoi | Pas de tournoi   | Pas de tournoi          | Pas de tournoi |
| 6  | 09-11-1987 | Frankfurt Cup, Francfort              |                | 150 000 $      | Moquette (int.) | Tim Mayotte    | Andrés Gómez     | 7-6, 6-4                |                |
| 7  | 17-10-1988 | Frankfurt Cup, Francfort              |                | 140 000 $      | Moquette (int.) | Tim Mayotte    | Leonardo Lavalle | 4-6, 6-4, 6-3           |                |
| 8  | 23-10-1989 | Frankfurt Cup, Francfort              |                | 175 000 $      | Moquette (int.) | Kevin Curren   | Petr Korda       | 6-2, 7-5                |                |

### Double
| No | Date       | Nom et lieu du tournoi          | Catégorie      | Dotation       | Surface         | Vainqueurs                    | Finalistes                    | Score          |                |
| -- | ---------- | ------------------------------- | -------------- | -------------- | --------------- | ----------------------------- | ----------------------------- | -------------- | -------------- |
| 1  | 17-03-1980 | Indoor Championships, Francfort |                | 175 000 $      | Moquette (int.) | Vijay Amritraj Stan Smith     | Andrew Pattison Butch Walts   | 6-7, 6-2, 6-2  |                |
| 2  | 30-03-1981 | Trevira Cup, Francfort          |                | 175 000 $      | Moquette (int.) | Brian Teacher Butch Walts     | Vitas Gerulaitis John McEnroe | 7-5, 6-7, 7-5  |                |
| 3  | 29-03-1982 | , Francfort                     |                | 250 000 $      | Moquette (int.) | Steve Denton Mark Edmondson   | Tony Giammalva Tim Mayotte    | 6-7, 6-3, 6-3  |                |
|    | 1983-1986  | Pas de tournoi                  | Pas de tournoi | Pas de tournoi | Pas de tournoi  | Pas de tournoi                | Pas de tournoi                | Pas de tournoi | Pas de tournoi |
| 4  | 09-11-1987 | Frankfurt Cup, Francfort        |                | 150 000 $      | Moquette (int.) | Boris Becker Patrik Kühnen    | Scott Davis David Pate        | 6-4, 6-2       |                |
| 5  | 17-10-1988 | Frankfurt Cup, Francfort        |                | 140 000 $      | Moquette (int.) | Rüdiger Haas Goran Ivanišević | Jeremy Bates Tom Nijssen      | 1-6, 7-5, 6-3  |                |
| 6  | 23-10-1989 | Frankfurt Cup, Francfort        |                | 175 000 $      | Moquette (int.) | Pieter Aldrich Danie Visser   | Kevin Curren Eric Jelen       | 7-6, 6-7, 6-3  |                |